# Io sono l'amore
Io Sono L’Amore (Um Sonho de Amor (B)/ Eu Sou o Amor (P)) é um filme de drama italiano de 2009, realizado por Luca Guadagnino. Tilda Swinton interpreta a mulher de um industrial rico que tem um caso com um chefe de cozinha. É a primeira parcela da trilogia autodescrita de Guadagnino Desejo, precedendo A Bigger Splash (2015) e Call Me by Your Name (2017). Os produtores Swinton e Guadagnino desenvolveram o filme juntos ao longo de um período de 11 anos. A banda sonora do filme utiliza composições preexistentes de John Adams.
O filme estreou em setembro de 2009 no Festival Internacional de Cinema de Veneza, seguido de exibições em vários festivais de cinema em todo o mundo. Foi estreado em Itália em março de 2010, seguido pelo Reino Unido e Irlanda em abril de 2010. Nos Estados Unidos teve apenas um lançamento limitado em junho de 2010, antes de ser lançado em DVD em outubro de 2010. O filme recebeu uma nomeação para um Óscar de Melhor Desenho de Figurino no 83º Academy Awards.

## Inspiração
Para além de algumas pequenas diferenças, a família Recchi baseia-se em grande parte na aristocrática família Castellini Baldissera, cujas propriedades e casas ancestrais foram utilizadas como cenário para o filme. Piero Castellini Baldissera aparece mesmo como cameo várias vezes ao longo do filme.

## Sinopse
A rica família Recchi é fabricante de têxteis de primeira e segunda geração em Milão. Tancredi Recchi (Pippo Delbono) e a sua esposa Emma (Tilda Swinton) estão a organizar um jantar formal para o ainda formidável mas o enfermo pai de Tancredi, Edoardo Sr. (Gabriele Ferzetti), patriarca e fundador do negócio da família, que está a celebrar o seu aniversário. À medida que os muitos criados se agitam, a família nota com decepção a notícia de que Edoardo Jr. (Flavio Parenti), Tancredi e o filho mais velho de Emma, perdeu uma competição no dia do aniversário do seu avô. Edoardo Jr. chega desse concurso, tendo informado a família que convidou uma namorada. Ela é Eva, da proeminente família Ugolini, com quem ele planeia casar. Os jovens irmãos adultos de Edoardo Jr., Gianluca (Mattia Zaccaro) e Elisabetta (Alba Rohrwacher), queixam-se de mais uma vez terem sido servidos "ukha", o prato favorito de Edoardo Jr., uma sopa especial que a sua mãe Emma, que é russa de nascença, faz para ele desde a infância. O avô anuncia que vai passar o negócio da família ao seu filho, Tancredi, que há muito trabalha com ele, e também, inesperadamente, a Edoardo Jr.
No jantar, Elisabetta, que frequenta a escola em Londres, apresenta ao seu avô uma das suas obras de arte, uma fotografia, apesar de uma tradição de apresentar pinturas umas às outras. Ele está desapontado, mas encorajado pela sua glamorosa esposa Allegra "Rori" Recchi (Marisa Berenson) a encobrir o seu desapontamento.
Mais tarde, durante a celebração do aniversário, Edoardo Jr. recebe uma visita surpresa de Antonio (Edoardo Gabbriellini), o cozinheiro que o derrotou no concurso, no início desse dia. Antonio traz um belo bolo como presente, e Edoardo, lisonjeado com o gesto, apresenta-o à sua mãe.
Após a festa, enquanto Emma passa recados, descobre um CD, com uma nota de Elisabetta ao seu irmão Edoardo revelando que Elisabetta é lésbica. Ela conta ao seu irmão um encontro com uma mulher e que está apaixonada por outra mulher. Entretanto, Edoardo Jr. visita António no restaurante do pai de António. Mais tarde, fazem planos para abrirem juntos um restaurante numa propriedade que o pai de António possui em San Remo.
Meses mais tarde, Emma almoça no restaurante de Antonio com Rori e Eva, e é despertada enquanto saboreia um prato de camarão que ele prepara para ela. Elisabetta regressa a Milão, com o cabelo cortado, e convida Emma a ir com ela a Nice para procurar um local para a exposição de arte de Elisabetta. Enquanto para em San Remo a caminho de Nice para surpreender a sua filha, Emma vê António, segue-o, e eventualmente fala com ele à porta de uma livraria. Ela vai com ele para a sua casa nas colinas acima da cidade, e eles começam o seu caso.
Entretanto, Edoardo Sr. morreu, e em Londres, Edoardo Jr. luta enquanto o seu pai e outros membros da família procuram vender o negócio familiar que herdaram de Edoardo Sr. a investidores estrangeiros. Edoardo Jr. visita a sua irmã e fala-lhe do futuro do negócio e da sua oposição à venda.
Na sua segunda viagem a San Remo, sob o pretexto de discutir uma ementa para o jantar formal que vai acolher para os investidores estrangeiros que estão a comprar o negócio da família Recchi, Emma passa o dia com Antonio, e os dois gostam de fazer amor apaixonadamente. Emma conta a Antonio como Tancredi a conheceu durante uma viagem à Rússia à procura de tesouros artísticos. Antonio corta o cabelo louro de Emma, uma longa mecha da qual passa despercebida ao terraço, onde Edoardo Jr. a encontra durante a sua própria visita após a reunião de Londres. Cozinham juntos, e Emma ensina-lhe a fazer ukha.
Na noite do jantar na villa Recchi para os investidores, uma conversa entre Edoardo Jr. e Eva é ouvida, revelando que ela está grávida do seu filho. Antonio prepara o ukha. Quando Edoardo vê este prato servido, percebe imediatamente que a sua mãe está a ter um caso com Antonio. Deixa a mesa de jantar com fúria. Emma segue-o até ao jardim e, junto à piscina, tenta falar com ele. Ao afastar-se da mão estendida de Emma, Edoardo perde o equilíbrio, cai, bate com a cabeça na borda da piscina, e cai na água. Ele sofre uma hemorragia cerebral e morre no hospital.
No cemitério após o funeral, Tancredi tenta consolar Emma. Ela diz-lhe que está apaixonada por Antonio. Ele responde-lhe dizendo-lhe: "Tu não existes". Emma corre para casa e muda de roupa enquanto a sua governanta a ajuda a arrumar as suas coisas para sair. Antes de partir, troca um olhar de conhecimento com a sua filha, que parece compreender o desejo da sua mãe de seguir o seu coração. Eva, que mal foi notada pela família de Edoardo desde a sua morte, agarra o abdómen enquanto chama os irmãos e a avó de Eduardo Jr., revelando a sua gravidez. Quando os membros da família olham para o hall de entrada onde Emma se encontrava, ela desaparece.
Durante os créditos finais, Emma e António são vistos deitados juntos dentro de uma caverna.

## Ficha de dados técnicos
Título original: Io sono l'Amore
- Classificação: M/12 (P)
- Director: Luca Guadagnino
- Argumento: Barbara Alberti (pt), Ivan Cotroneo, Walter Fasano, Luca Guadagnino
- Fotografia: Yorick Le Saux
- Música: John Adams
- Direcção Artística: Francesca Balestra Di Mottola
- Fantasias: Antonella Cannarozzi
- Montagem: Walter Fasano
- Produção: Luca Guadagnino, Francesco Melzi d'Eril, Marco Morabito, Tilda Swinton, Alessandro Usai, Massimiliano Violante, Viola Prestieri, Carlo Antonelli, Silvia Venturini Fendi, Candice Zaccagnino, Christopher Granier-Deferre (Reino Unido)
- Empresas de produção:
  - First Sun
  - Mikado Film
  - Rai Cinema
  - La Dolce Vita Productions
  - Pixeldna
  - MiBAC (Ministero per i Beni e le Attività Culturali)
- Empresas de distribuição:
  - Ad Vitam Distribution (França)
  - Rai Cinema (Itália)
  - Cecchi Gori Home Video (Itália)
  - Magnólia Pictures (EUA)
- Duração: 120 minutos
- Género: drama
- Formato: cor - 35 mm - 1.85:1 - Dolby Digital Sound
- Orçamento: 3.600.000 euros (estimativa)
- País de origem: ITA

## Box office
Em março de 2011, o filme já tinha desvalorizado um total de $11.568.202 USD em cinemas de todo o mundo. O entretenimento doméstico e as vendas de televisão não estão incluídos nos totais.